# Лоренсо, Хуан Карлос
Хуа́н Ка́рлос «То́то» Лоре́нсо Пере́йра (исп. Juan Carlos "Toto" Lorenzo Pereira; 27 октября 1922, Буэнос Айрес — 14 ноября 2001, Буэнос Айрес) — аргентинский футболист, тренер. Тренер сборной Аргентины — участника чемпионата мира 1962 и 1966.

## Биография
Лоренсо дебютировал в профессиональном футболе за «Чакариту Хуниорс» в 1940 году. Спустя 5 лет он перешёл в «Боку Хуниорс», а в 1947 году уехал играть в Италию, в клуб «Сампдория» из Генуи. С 1952 года Лоренсо сменил ряд клубов, включая «Мальорку» в 1958 году, в которой он выступал уже в качестве играющего тренера.
Завершив карьеру футболиста, он сосредоточился на тренерской работе в той же «Мальорке». Всего за 2 сезона Лоренсо добился выхода клуба из 3-го во 2-й, а затем и в 1-й, элитный, дивизион чемпионата Испании. Это достижение до сих пор считается среди болельщиков «Мальорки» одним из самых значимых в истории клуба.
Успех молодого тренера был замечен на его родине — в 1961 году Лоренсо возвратился в Аргентину и возглавил клуб «Сан-Лоренсо», однако поработал он с этой командой недолго, поскольку вскоре был назначен тренером сборной Аргентины, которую повёз на чемпионат мира в Чили. Кроме того, он тренировал «Альбиселесту» и на Кубке Мира 1966 года. В промежутке между своими двумя периодами работы с национальной командой Лоренсо работал с двумя римскими клубами, и с «Ромой» в 1964 году завоевал Кубок Италии.
Новый виток в карьере Лоренсо произошёл в начале 1970-х годов. Несмотря на то, что с «Сан-Лоренсо» тренер вновь работал недолго, за сезон 1972 он привёл «красно-синих» к двойной победе в чемпионате Аргентины (турниры Метрополитано и Насьональ) и буквально сразу получил приглашение от испанского «Атлетико Мадрид», за который выступал в качестве игрока в 1954—1957 годах. В 1974 году «Атлетико» добился высшего достижения на международной арене, дойдя до финала Кубка Европейских Чемпионов. При этом, единственный раз в истории турнира для определения победителя понадобилось два матча и лишь во втором матче мюнхенская «Бавария», за которую выступало множество чемпионов Европы и будущих чемпионов мира в составе сборной ФРГ, сумела сломить сопротивление испанского клуба.
Самый богатый с точки зрения титулов период в тренерской карьере Лореснсо пришёлся на работу с «Бока Хуниорс» в конце 1970-х. В 1976 году он вновь (после достижения с «Сан-Лоренсо» в 1972 году) сделал «аргентинский дубль», выиграв оба чемпионата страны. В 1977 году «Бока» впервые завоевала Кубок Либертадорес, подтвердив свою силу, в матчах Межконтинентального Кубка — была обыграна гладбахская «Боруссия» (победитель КЕЧ, «Ливерпуль», отказался от участия в турнире). В 1978 году «Бока» во второй раз выиграла Кубок Либертадорес, а Межконтинентальный Кубок в том году не проводился.
После своего успеха в «Боке», Лоренсо тренировал ряд клубов с меньшим успехом в 1980-е годы. Последним его тренерским клубом была «Бока» в 1987 году, после чего Лоренсо закончил карьеру.
Умер Хуан Карлос Лоренсо 14 ноября 2001 года в Буэнос-Айресе.

## Достижения

### В качестве тренера
- Чемпион Аргентины: 1972 (Метрополитано), 1972 (Насьональ), 1976 (Метрополитано), 1976 (Насьональ)
- Обладатель Кубка Италии: 1964
- Обладатель Кубка Либертадорес: 1977, 1978
- Обладатель Межконтинентального кубка: 1977
  - Финалист Кубка Европейских чемпионов: 1974
  - Чемпион Аргентины во Втором дивизионе: 1983